# John Kafka
John Kafka est un réalisateur, animateur et producteur américain né le 17 mai 1959.

## Filmographie

### Réalisateur
- 1987 : Little Clowns of Happytown (2 épisodes)
- 1990 : Shadow Strikers
- 1995 : Dino Juniors (13 épisodes)
- 1997 : Spicy City (2 épisodes)
- 2000-2002 : Bébé Blues (3 épisodes)
- 2001 : Cendrillon 2 : Une vie de princesse
- 2005-2006 : Danger Rangers (19 épisodes)
- 2012 : Dino Time
- 2012 : Action Dad (15 épisodes)

### Animateur
- 1979 : Puff, the Magic Dragon
- 1979 : The Little Rascals' Christmas Special
- 1979 : A Family Circus Christmas
- 1980 : Charlotte aux fraises (1 épisode)
- 1980 : Carlton Your Doorman
- 1981 : Faeries
- 1982 : Puff and the Incredible Mr. Nobody
- 1982 : Les Malheurs de Heidi
- 1983 : Pierre et l'Œuf magique
- 1984 : Thayer's Quest
- 1986 : Les Fluppy Dogs
- 1987 : Garfield Goes Hollywood
- 1987 : The Squeeze
- 1989-1996 : Tortues Ninja : Les Chevaliers d'écaille (99 épisodes)
- 1990 : Shadow Strikers
- 1990 : The Chipmunks: Rockin' Through the Decades
- 1990 : Pretty Piggies (5 épisodes)
- 1991 : James Bond Junior (65 épisodes)
- 1992 : La Famille Addams (13 épisodes)
- 1992-1998 : Les Razmoket (45 épisodes)
- 1993-1994 : Droopy: Master Detective (13 épisodes)
- 1994 : Super Zéro (5 épisodes)
- 1994 : Garfield et ses amis (1 épisode)
- 1994 : Ren et Stimpy (1 épisode)
- 1995 : Ultraforce (1 épisode)
- 1996 : The Real Adventures of Jonny Quest (2 épisodes)
- 1996 : The Fantastic Voyages of Sinbad the Sailor (1 épisode)
- 1997 : Spicy City (2 épisodes)
- 1997 : Rugrats: Bedtime Bash
- 1997 : Men in Black (6 épisodes)
- 1998 : Rugrats Adventure Game
- 1999 : The Brothers Flub (1 épisode)
- 2000-2002 : Bébé Blues (3 épisodes)
- 2001-2003 : Les Jumeaux Barjos (4 épisodes)
- 2003 : Ozzy et Drix (1 épisode)
- 2004 : Mickey, il était deux fois Noël
- 2005 : Garfield: Cat Tales
- 2005-2006 : Juniper Lee (6 épisodes)
- 2007 : Mes amis Tigrou et Winnie (3 épisodes)
- 2012 : The Trails of Brandon Becker
- 2012 : Bravest Warriors (1 épisode)
- 2016 : Le Petit Dinosaure : L'Expédition héroïque
- 2018 : Georges le petit curieux (1 épisode)
- 2021 : Central Park (1 épisode)

### Producteur
- 1990 : Hollywood Dog
- 1994 : Flamingo Court
- 2004 : Van Helsing, mission à Londres
- 2004 : Les Chroniques de Riddick : Dark Fury
- 2012 : Action Dad (22 épisodes)